# Beaverville
Beaverville es una villa situada en el municipio homónimo, en el condado de Iroquois, Illinois, Estados Unidos. Tiene una población estimada, a mediados de 2023, de 293 habitantes.

## Geografía
La localidad está ubicada en las coordenadas 40°57′13″N 87°39′15″O / 40.95361, -87.65417. Según la Oficina del Censo, tiene una superficie total de 0.72 km², de los cuales 0.71 km² corresponden a tierra firme y 0.01 km² están cubiertos de agua.

## Demografía
Según el censo de 2020, en ese momento había 306 personas residiendo en la localidad. La densidad de población era de 430.99 hab./km². El 94.44 % de los habitantes eran blancos, el 0.33 % era afroamericano, el 3.27 % eran de otras razas y el 1.96 % eran de una mezcla de razas. Del total de la población, el 4.58 % eran hispanos o latinos de cualquier raza.